# 横河計測
横河計測株式会社（よこがわけいそく）は、横河電機グループの計測器メーカー。

## 概要
横河電機グループの計測器メーカー。横河電機は戦前より汎用計測器を製造していた老舗メーカーだが、その事業が移管された。以前は横河ヒューレットパッカード（現在のキーサイト・テクノロジー）も独自の計測器を製造、販売していたが、ヒューレットパッカードによる完全子会社化と計測器事業のスピンアウト（アジレントテクノロジー）により、それらの製品は扱わなくなり、結果的に横河電機グループの汎用計測器事業が統合されることになった。

## 沿革
- 1954年7月23日 - 横河電機が埼玉県入間郡毛呂山町に毛呂山電機株式会社を設立。
- 1988年7月28日 - 横河インスツルメンツ株式会社を設立。
- 1995年4月1日 - 横河電機より、現場測定器と指示計器の事業を移管。毛呂山電機と合併。
- 1996年10月1日 - 横河エレクトロニクス株式会社より信号変換器事業を移管。横河エムアンドシー株式会社と改称。
- 1997年4月1日 - 横河電機より制御事業（シングルループコントローラ、温度調節計）を移管。
- 2001年9月1日 - 横河電機へ指示計器事業を移管。
- 2002年
  - 1月1日 - 製品の製造を横河エレクトロニクス・マニュファクチャリング株式会社へ移管。
  - 3月31日 - 長野事業所を閉鎖。
  - 7月1日 - 本社を横河電機株式会社の構内に移転。
- 2004年4月1日 - 横河電機へ制御事業（シングルループコントローラ、温度調節計、信号変換器）を移管。
- 2005年10月1日 - 横河電機よりメータ事業を移管。横河メータ＆インスツルメンツ株式会社に改称。
- 2006年
  - 2月6日 - 本社とメータセンターを立川市へ移転。
  - 3月25日 ‐ 中部営業所と広島営業所を閉鎖。
- 2010年4月1日 - 横河電機より測定器事業（高精度、波形、通信測定器等）移管。
- 2014年12月1日 - 本社を武蔵野市の横河電機本社内に移転。
- 2017年10月1日 - 横河計測株式会社に改称。
- 2021年1月6日 - 本社を八王子市へ移転。

## 製品
主な製品は以下のとおり。
- データロガー
- メータ
- テスタ
- クランプメーター
- 絶縁抵抗計
- 温度計
- 騒音計
- 照度計
- 色彩計
- オシロスコープ
- インピーダンスメーター
- ファンクションジェネレータ